# Reinhold Grübl
Reinhold Alexander Grübl (* 11. Juli 1928 in München; † 14. Mai 1994 in Ebenhausen (Schäftlarn)) war ein |deutscher Bildhauer.

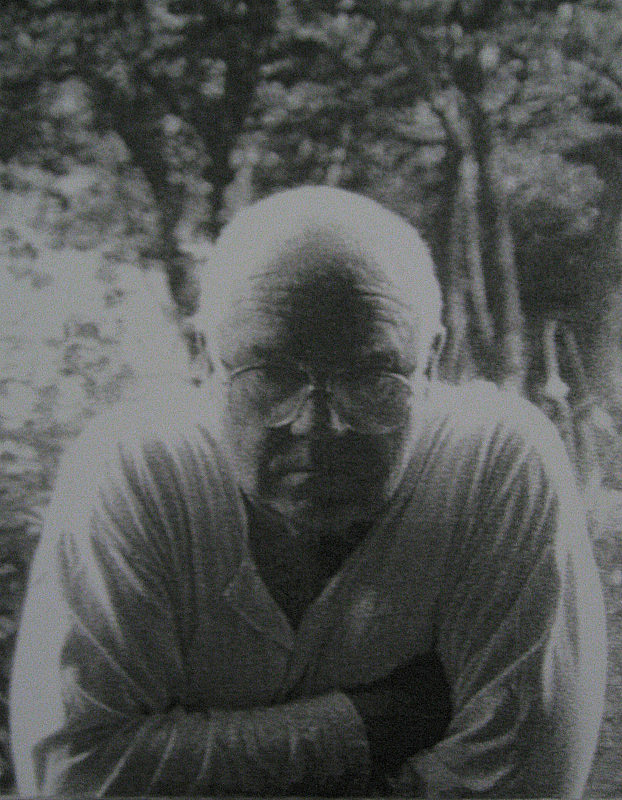
Reinhold Alexander Grübl, Bildhauer

## Werdegang
Vor seiner Ausbildung als Bildhauer absolvierte er eine Holzbildhauer-Lehre bei seinem Vater Max Grübl, einem Holzbildhauer und Stuckateur in München. Anschließend besuchte er von 1949 bis 1955 die Akademie der Bildenden Künste München und wurde dort von Josef Oberberger und Josef Henselmann unterrichtet. Er hatte ein Atelier in Ebenhausen im Isartal. Sein Tätigkeitsgebiet lag in Bayern (Augsburg, Gersthofen, Dachau, Memmingen, Neu-Ulm, Passau, Schwandorf, München, Baldham, Altenstadt, Günzburg, Bad Grönenbach).
Er war verheiratet mit der Künstlerin Linde Mötz-Grübl (1939–2014), mit der er gemeinsam  künstlerische Projekte ausführte. Freischaffender Künstler war er bis zu seinem Tod 1994. Bekannt ist, dass er auch bei der „Großen Kunstausstellung München“ 1965 im Haus der Kunst („Junge Künstler der Akademie“) mit ausstellte. Weitere Ausstellungen hatte er in London, Paris, Gießen, Augsburg, Bozen, Wiesbaden.

## Veröffentlichungen (Auswahl)
- Bauwelt 21/1984. THEMA: Wie wahr sind Zeichen? Bauwelt 21/1984. Offener Wettbewerb Gestaltung des Geländes des ehem. Prinz-Albrecht-Palais, Berlin, 3. Preis[3]

## Arbeiten (Auswahl)
- Rathausplatz-Brunnen, Gersthofen[4]
- Rathaus und Sparkassenplatz, Dachau, diverse Skulpturen[5]
- St. Josef, Memmingen, Einrichtungsplanung für das Josefstüble
- Maria, Königin des Friedens Gersthofen, Altarraum und das Inventar
- Werke am Rathaus, Sparkassenplatz, Dom, Augsburg
- St. Johann Baptist, Neu-Ulm, Gestaltung der Onyxfenster für die Apsis zusammen mit Johann Brunner
- St. Elisabeth, Augsburg, Altar, Apostelfiguren, Entwurf für Apsidenfenster[6]
- Pfarrkirche Maria Königin, Baldham[7]
- Pfarrkirche St. Albert, Neu-Ulm-Offenhausen, Altar u. Tabernakel[8]
- Pfarrkirche St. Martin, Günzburg
- 1966: Stadtpfarrkirche St. Jakob, Dachau, Leitung der Umgestaltung[9]
- 1969: St. Peter und Paul, München-Feldmoching, Altar[10]
- 1971: Kupferportal am Raufferhaus, Dachau (zu Ehren von Ludwig Thoma)[11]
- 1976: Betonfries, Prellsteine und Wasserspeiher an der Erweiterung des Rathauses, Dachau (Architekt: Fauser und Kriegisch)[12]
- 1981: Granitverkleidung der Außentreppe und Fenstersimse am Philosophicum der Universität Passau (Architekt: Werner Fauser)
- 1984: Brunnenanlage Sparkassenplatz der Sparkasse Dachau (Architekt: Werner Fauser)
- 1990: Kruzifix für die Kirche Zum Guten Hirten in Augsburg-Universitätsviertel
- 1993: Basilika St. Michael (Altenstadt), Altarraumgestaltung
- 1988–1994: Stiftskirche St. Philippus und St. Jakobus, Bad Grönenbach, Künstlerische Gesamtleitung der Innenrenovierung[13]
- 1996: Dom Mariä Heimsuchung, Augsburg, Herz-Jesu- und Sakramentsaltar zusammen mit Linde Mötz-Grübl[14]

## Ehrungen
In Dachau wurde nach ihm der Reinhold-Grübl-Weg benannt.
Am 1. Januar 1978 wurde er durch Berufung des Bischofs von Augsburg zum Mitglied der Kommission für sakrale Kunst in der Diözese Augsburg ernannt.